# Phaeostigma major
Phaeostigma major là một loài côn trùng trong họ Raphidiidae thuộc bộ Raphidioptera. Loài này được Burmeister miêu tả năm 1839.

## Hình ảnh

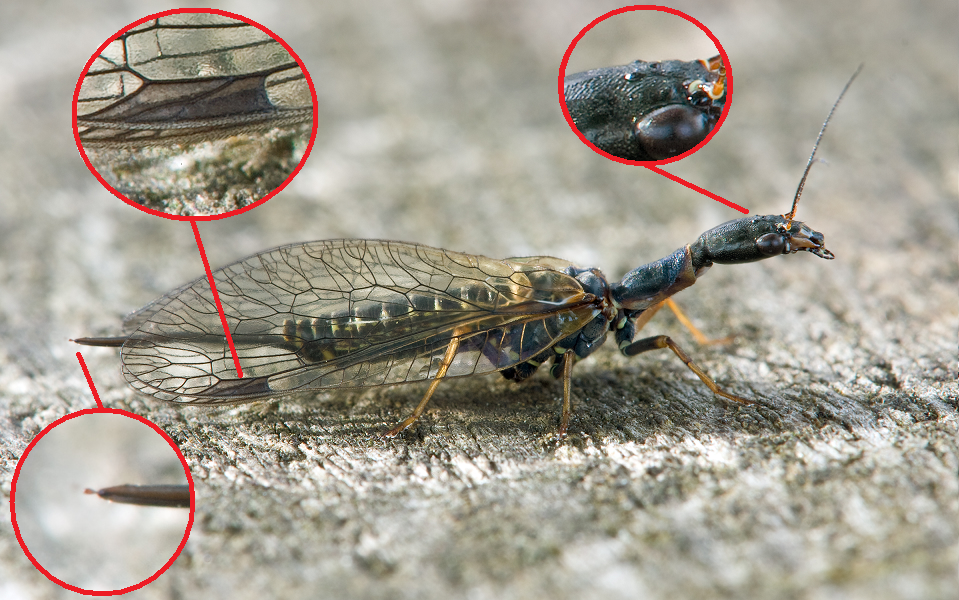